# Landtagswahl im Burgenland 1968
Die Landtagswahl im Burgenland 1968 wurde am 24. März 1968 durchgeführt und war die 11. Landtagswahl im österreichischen Bundesland Burgenland. Bei der Wahl konnte die Sozialistische Partei Österreichs (SPÖ) ihre bei der Landtagswahl 1964 erreichte, relativen Stimmenmehrheit zu einer absoluten Stimmen- und Mandatsmehrheit ausbauen. Sie gewann 2,1 % und ein Mandat hinzu und stellte in der Folge mit 50,3 % 17 der 32 Mandatare. Die Österreichische Volkspartei (ÖVP) verlor hingegen bereits zum dritten Mal in Folge Stimmenanteil und erreichte bei einem Minus von 0,7 % einen Stimmenanteil von 46,6 %. Die ÖVP konnte jedoch trotz der Verluste ihre 15 Mandate halten. Die Freiheitliche Partei Österreichs (FPÖ) büßte rund 1,4 % ein und scheiterte mit nur noch 2,2 % klar am Wiedereinzug in den Landtag, in dem sie bisher einen Abgeordneten gestellt hatte. Auch die Kommunistische Partei Österreichs (KPÖ) scheiterte mit 0,5 % am Einzug in den Landtag, den auch die erstmals angetretene Demokratische Fortschrittliche Partei (DFP) mit 0,4 % verfehlte.
Der Landtag der XI. Gesetzgebungsperiode konstituierte sich in der Folge am 17. April 1968 und wählte am 14. Mai 1968 die Landesregierung Kery II.

## Ergebnisse
- SPÖ: 17
- ÖVP: 15

|                                             | Ergebnisse 1968 | Ergebnisse 1968 | Ergebnisse 1968 | Ergebnisse 1964  | Ergebnisse 1964  | Ergebnisse 1964  | Differenzen | Differenzen | Differenzen |
| ------------------------------------------- | --------------- | --------------- | --------------- | ---------------- | ---------------- | ---------------- | ----------- | ----------- | ----------- |
| Wahlberechtigte                             | 177.303         | 177.303         | 177.303         | 178.847          | 178.847          | 178.847          | - 1.544     | - 1.544     | - 1.544     |
| Wahlbeteiligung                             | 95,17 %         | 95,17 %         | 95,17 %         | 93,26 %          | 93,26 %          | 93,26 %          | + 1,91 %    | + 1,91 %    | + 1,91 %    |
|                                             | Stimmen         | %               | Mand.           | Stimmen          | %                | Mand.            | Stimmen     | %           | Mand.       |
| Abgegebene Stimmen                          | 168.743         |                 |                 | 166.798          |                  |                  | + 1.945     |             |             |
| Ungültig                                    | 1.556           | 0,92 %          |                 | 1.697            | 1,02 %           |                  | - 141       | - 0,10 %    |             |
| Gültig                                      | 167.187         | 99,08 %         |                 | 165.101          | 98,98 %          |                  | + 2.086     | + 0,10 %    |             |
| Partei                                      |                 |                 |                 |                  |                  |                  |             |             |             |
| Sozialistische Partei Österreichs (SPÖ)     | 84.116          | 50,31 %         | 17              | 79.630           | 48,23 %          | 16               | + 4.486     | + 2,08 %    | + 1         |
| Österreichische Volkspartei (ÖVP)           | 77.879          | 46,58 %         | 15              | 78.101           | 47,30 %          | 15               | - 222       | - 0,72 %    | ± 0         |
| Freiheitliche Partei Österreichs (FPÖ)      | 3.713           | 2,22 %          | 0               | 5.965            | 3,61 %           | 1                | - 2.252     | - 1,39 %    | - 1         |
| Kommunistische Partei Österreichs (KPÖ)     | 797             | 0,48 %          | 0               | 1.405            | 0,85 %           | 0                | - 608       | - 0,37 %    | ± 0         |
| Demokratische Fortschrittliche Partei (DFP) | 682             | 0,41 %          | 0               | nicht kandidiert | nicht kandidiert | nicht kandidiert | + 682       | + 0,41 %    | ± 0         |
| Gesamt                                      | 167.187         | 100,00 %        | 32              | 165.101          | 100,00 %         | 32               | + 2.086     |             |             |